# 因為我們天生一對
，為泰國GMM 25與LINE TV於2020年2月21日起播出的浪漫愛情電視劇，改編自JittiRain的同名作品，由瓦奇拉维特·奇瓦雷（Bright）及梅塔文·歐帕西安卡瓊（Win）領銜主演，並由弗蘭克·薩納薩蘭（Frank）及德雷克·萊德克（Drake）聯合主演。
此劇由GMMTV製作，在2019年10月GMMTV的「New & Next」新劇宣傳活動上公開先導預告片。其後，於2020年2月在GMM 25及LINE TV首播，同年5月終映。

## 劇情簡介
大學新生Tine（梅塔文·歐帕西安卡瓊 飾）在入學後遇到一名同性Green（格拉維·伯恩司裡 飾）的追求。Tine為了擺脫Green，便聽取三位好友的建議找校園風雲人物的Sarawat（瓦奇拉维特·奇瓦雷 飾）幫忙。為了得到Sarawat的幫助，還加入音樂社。最終Sarawat同意假扮Tine的男友。但到了一個地步，他質疑他們的假戀關係何時會結束。 他們之間關係的模棱兩可後來導致Tine和Sarawat之間發生衝突。

## 演員陣容
註：括號內的演員姓名為小名。

### 主要人物
- 瓦奇拉维特·奇瓦雷（Bright）飾演 Sarawat（香港配音：李凱傑、日本配音：江口拓也）

校園風雲人物，有著非常英俊的外貌，為人不苟言笑、沉默寡言，在足球隊還有音樂社都很受女生們歡迎，擁有眾多粉絲。在高中時期的一次Scrubb音樂會上就對Tine一見鍾情，尋找了一年未果後到了大學後開始了新的生活，完全沒有想到一直尋找的人出現在了眼前，並在自己心心念念的人面前說出了真心話。
- 梅塔文·歐帕西安卡瓊（Win）飾演 Tine（香港配音：陳灝瑋、日本配音：齊藤壮馬）

擁有帥氣可愛的外貌，是啦啦隊的成員。因為Green的窮追不捨，這讓他十分困擾，出於無奈之下去找Sarawat幫忙讓他假扮自己的男朋友，並加入音樂社團，而Tine對音樂的知識只限於自己喜歡的樂隊Scrubb。在經過自己堅持不懈的努力下通過了的考核，Sarawat也終於答應他的請求，之後兩個人的關係變得越來越緊密。

### 聯合主演
- 德雷克·萊德克（Drake）飾演 Mil（香港配音：李致林）

建築系大三學生，暗戀著Phukong。在这之前曾暗恋过Tine。
- 弗蘭克·薩納薩蘭（英语：Thanatsaran Samthonglai）（Frank）飾演 Phukong（香港配音：胡家豪）

Sarawat的弟弟，喜歡Mil。
- 辛納拉·西里朋查瓦雷（Mike）飾演 Man（香港配音：關令翹）

Sarawat的朋友，追求著Type。
- 彩拿甘·阿旁蘇提南（Gunsmile）飾演 Boss（香港配音：麥皓豐）

Sarawat的朋友。
- 吉拉迪·庫立亞古（Toptap）飾演 Type（香港配音：曹啟謙）

Tine的哥哥。
- 格拉維·伯恩司裡（日语：コラウィット・ブーンスィ）（Gun）飾演 Green（香港配音：張方正）

Tine的追求者，因和前男友分手不斷糾纏著Tine，即使Tine想盡辦法也無法甩掉他，後續因前男友道歉複合。
- 西瓦科恩·勒爾科喬特（Guy）飾演 Dim（香港配音：李鎮然）

音樂社社長，green的前男友，後來復合。
- 塔纳瓦·拉达纳奇派山（Khaotung）飾演 Fong（香港配音：鍾見麟）

Tine的好友，建議Tine去拜託Sarawat幫忙自己甩掉Green的追求。
- 普萊姆·蓬皮塞（Pluem）飾演 Phuak（香港配音：陳耀楠）

Tine的好友。
- 查亚功·朱塔玛斯（JJ）飾演 Ohm（香港配音：黃積權）

Tine的好友。

### 其他演員
- 帕克里雅·甘然塔纳素（Nanan）飾演 Fang（香港配音：劉惠雲）

Tine的學姊，啦啦隊隊長。
- 帕兰妮·琳帕缇雅空（Love）飾演 Pear（香港配音：凌晞）

音樂社成員，Tine曾經暗戀的對象。
- 拉查楠·玛哈菀（Film）飾演Earn
- 鄭乃馨（Nene）飾演 Air（香港配音：羅孔柔）

音樂社秘書。
- 查隆拉·诺山荣（First） 飾演 Chat（香港配音：李安邦）

Mil的朋友。

## 電視劇原聲帶
片尾曲《阻擋我的愛》在2020年第15週及第17週登上泰國JOOX百強歌曲榜榜首。
| 《因為我們天生一對》電視劇原聲帶 | 《因為我們天生一對》電視劇原聲帶           | 《因為我們天生一對》電視劇原聲帶 | 《因為我們天生一對》電視劇原聲帶     | 《因為我們天生一對》電視劇原聲帶                       | 《因為我們天生一對》電視劇原聲帶 | 《因為我們天生一對》電視劇原聲帶 |
| 曲序                             | 曲目                                       |                                  | 作曲                                 | 编曲                                                   | 演唱                             | 时长                             |
| -------------------------------- | ------------------------------------------ | -------------------------------- | ------------------------------------ | ------------------------------------------------------ | -------------------------------- | -------------------------------- |
| 1.                               | 《靠近你》（ติดกับ）（主題曲）               | Pantawat Sethavilai              | Anand Pua-Nirun Phacharat Rattanarun | Chaawa Sukraruchi Phachararat Arun Worawat Wiwatwanwan | Natthawut Jenmana（Max）         | 3:32                             |
| 2.                               | 《阻擋我的愛》（คั่นกู）（片尾曲）            | Atchariya Dulyapiboon            | Atchariya Dulyapiboon                |                                                        | 瓦奇拉维特·奇瓦雷                | 4:05                             |
| 3.                               | 《是我自作多情了嗎》（ตกลงฉันคิดไปเองใช่ไหม） |                                  |                                      |                                                        | 瓦奇拉维特·奇瓦雷                | 4:08                             |

## 劇集迴響

### 劇集評價
根據mydramalist.com，劇集獲得9/10分的高分評價，而在中國豆瓣同樣獲得9.2/10分的正面評價。較正面的評價讚賞演員的演技、配樂及情節十分緊湊，另外指出角色人設十分鮮明討喜。較負面的評價則提到「故事情節很陳舊，重複了其他系列的鋪排」，以及劇集鏡頭、運鏡、調色方面較遜色。
該劇集在連續六週在每周播出期間一直成為是泰國和菲律賓的Twitter熱門話題。

### 泰國電視收視
- 收視最低的集數以藍色表示，收視最高的集數以紅色表示，而緑色則表示平均收視率。

| 集數 No.     | 播放日期      | 播放時段 (UTC+07:00) | 平均收視率 | 來源   |
| ------------ | ------------- | -------------------- | ---------- | ------ |
| 1            | 2020年2月21日 | 星期五 22:00         | 0.116      | [ 22 ] |
| 2            | 2020年2月28日 | 星期五 22:00         | 0.185      | [ 23 ] |
| 3            | 2020年3月6日  | 星期五 22:00         | 0.277      | [ 24 ] |
| 4            | 2020年3月13日 | 星期五 22:00         | 0.297      | [ 25 ] |
| 5            | 2020年3月20日 | 星期五 22:00         | 0.377      | [ 26 ] |
| 6            | 2020年3月27日 | 星期五 22:00         | 0.571      | [ 27 ] |
| 7            | 2020年4月3日  | 星期五 22:00         | 0.587      | [ 28 ] |
| 8            | 2020年4月10日 | 星期五 21:30         | 0.603      | [ 29 ] |
| 9            | 2020年4月17日 | 星期五 21:30         | 0.802      | [ 30 ] |
| 10           | 2020年4月24日 | 星期五 21:30         | 0.718      | [ 31 ] |
| 11           | 2020年5月1日  | 星期五 21:30         | 0.598      | [ 32 ] |
| 12           | 2020年5月8日  | 星期五 21:30         | 0.625      | [ 33 ] |
| 13           | 2020年5月15日 | 星期五 21:30         | 0.825      | [ 34 ] |
| 平均收視率 1 | 平均收視率 1  | 平均收視率 1         | 0.518      | [ 35 ] |

^1  基於每集的平均觀眾份額。

### 網上播放量
截至2020年4月1日，劇集於Line TV上的觀看次數突破了5000萬，成為3月份觀看次數最高的劇集之一，在2020年4月19日達到了1億觀看次數。

## 相關事件
因有中國大陸網民認為泰國演員瓦奇拉维特·奇瓦雷的前女朋友Weeraya（推特網名「nnevvy」）在網上發表「台獨」言論，以及Weeraya曾在推特轉發關於COVID-19起源的網絡流言，而Bright亦曾轉發一篇貼文是某名泰國攝影師分享自己在不同國家所拍攝的風景相，該名攝影師將香港列為國家之一，而Bright知道後亦有在社交網站上道歉，故被一些中國大陸網民認為他們「辱華」，並隨即在社交網站上對nnevvy進行譴責，並要求兩人公開道歉。鑑於此事件，瓦奇拉维特·奇瓦雷的形象在中國受損，劇集同時被中國網民抵制。
瓦奇拉维特後於2020年6月20日，在微博官方帳號上發表影片，為此致歉。

## 衍生作品

### 續集
GMMTV於2020年6月1日宣布將製作五集特別篇（因為我們依然天生一對），由巴卡夫·阿福·努婆法奈克（Backaof Aof Noppharnach）執導，於2020年8月14日首播。
2021年3月，GMMTV於YouTube上發佈電影版預告片。電影原定於2021年4月22日上映，但因2019冠状病毒病疫情反覆，電影上映時間順延至11月11日泰國上映。

### 漫畫
日本由漫畫家奥嶋ひろまさ作畫，並在電子書平台ebookjapan於2021年5月25日先行上架，於7月27日發售單行本第一卷。
韓國則是於2022年4月7日開始連載於Line Webtoon，由Noong繪圖。

### 原版小說
總共有四冊，另有一集番外卷，封面為KANAPY作畫，台灣由平心工作室代理，譯者梁震牧，第一、二冊於2020年12月17日出版，第三、四冊於2021年2月4日出版，番外篇則是2021年4月30日出版。

### 相關節目
另有開設《Play 2gether》衍生節目，由劇中主角群演奏相關樂團Scrubb的歌曲，總共四集，Bright擔任主唱和吉他手、Win擔任主唱、Gunsmile擔任鼓手、Toptap擔任鍵盤手、Guy擔任貝斯手、Khaotung擔任吉他手，第一集在2020年5月25日於GMMTV官方Youtube頻道播出。
由此劇兩位主角演員開設共九集的綜藝節目《Bright - Win Inbox》，固定每月最後一個星期二20:00在LINE TV和GMMTV官方Youtube頻道播出，第一集在2020年6月30日正式上線。

## 備註
1. ↑  於訪談中Bright解釋「คั่นกู」的意思[12]。

## 外部連結
- GMM25官方網站（页面存档备份，存于）（泰文）
- MyDramaList 劇集介紹及劇評 （页面存档备份，存于）（英文）
- 豆瓣电影上《因為我們天生一對》的資料 （简体中文）（页面存档备份，存于）（中文）

| 香港 無綫電視J2 Mtube星期五 23:30－00:30 · 12月31日暫停播映 · 3月18日 23:25－00:35 | 香港 無綫電視J2 Mtube星期五 23:30－00:30 · 12月31日暫停播映 · 3月18日 23:25－00:35 | 香港 無綫電視J2 Mtube星期五 23:30－00:30 · 12月31日暫停播映 · 3月18日 23:25－00:35 |
| ---------------------------------------------------------------------------------- | ---------------------------------------------------------------------------------- | ---------------------------------------------------------------------------------- |
|                                                                                    | 只因我們天生一對 （2021年12月17日－2022年3月18日）                                 |                                                                                    |
| 孤獨的美食家8（重播第11—12集） （2021年12月10日）                                  | 因為我們依然天生一對 （2022年3月25日－2022年4月22日）                              |                                                                                    |